# Delomys altimontanus
Delomys altimontanus — вид ссавців-гризунів родини Cricetidae. Це ендемік Бразилії. Його довжина від голови до крижа становить приблизно 130 мм, а хвіст приблизно 125 мм. Його видова назва, altimontanus, латиною означає «високих гір».